# ريتش كيد
ريتش كيد هو ملحن ومنتج أسطوانات ومخرج كندي، ولد في 28 أبريل 1987 في تورونتو في كندا.

## وصلات خارجية
- الموقع الرسمي
- ريتش كيد على موقع IMDb (الإنجليزية)
- ريتش كيد على موقع ميوزك برينز (الإنجليزية)
- ريتش كيد على موقع أول ميوزيك (الإنجليزية)
- ريتش كيد على موقع ديسكوغز (الإنجليزية)